# 納赫特韋德湖 (美因河畔卡爾)

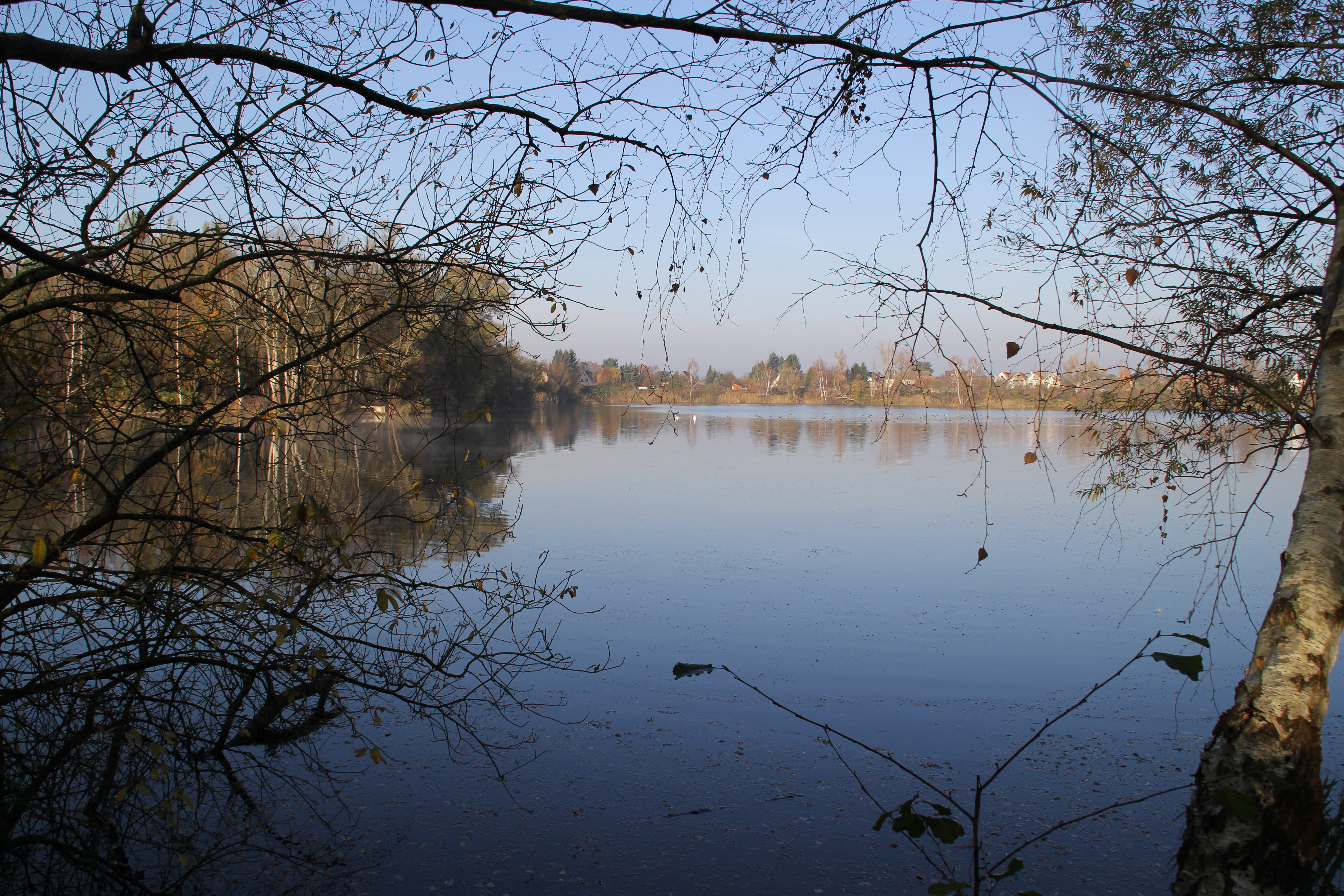

50°4′4.66″N 9°1′12.34″E / 50.0679611°N 9.0200944°E
納赫特韋德湖（德語：Nachtweidesee），是德國的湖泊，位於該國東南部，由巴伐利亞州負責管轄，處於美因河畔卡爾，長0.65公里、寬0.35公里，面積0.12平方公里，海拔高度110米，湖水來自諾伊費爾德湖。